# Ielmo Marinho
Pour les articles homonymes, voir Marinho.
Ielmo Marinho est une municipalité brésilienne située dans l'État du Rio Grande do Norte.